# Ивановский, Николай Николаевич
Николай Николаевич Ивановский (1901—1984) — советский биохимик, дважды лауреат Сталинской премии (1950, 1951).

## Биография
Родился в 1901 году в Саратове в семье учителя ботаники.
Окончил медицинский факультет Саратовского университета (1924) и его аспирантуру (1927). Со студенческих лет работал там же на кафедре биохимии сначала лаборантом и прозектором, потом ассистентом и доцентом. Ученик и соратник В. В. Вормса.
При образовании Саратовского медицинского института (1931) перешёл туда вместе с кафедрой и заведовал ею до выхода на пенсию в 1974 году. Одновременно в 1934—1940, 1945—1946, 1957—1959 годах читал курс биохимии в Саратовском университете.
С 1928 года по совместительству — заведующий биохимической лабораторией Института микробиологии (позже Всероссийский научно-исследовательский противочумный институт «Микроб»).

## Научная деятельность
Предложил способы профилактики и комплексного лечения чумы, за что дважды становился лауреатом Сталинской премии (1950, 1951).
Доктор биологических наук (1939), профессор. Тема докторской диссертации «Расщепление мочевины уреазой в связи с диэлектрической постоянной среды».
Подготовил 10 докторов и более 50 кандидатов наук. Его учениками были академик И. В. Домарадский, профессора В. В. Куляш, В. И. Рубин, М. Н. Джанаридзе, В. В. Игнатов.

### Сочинения
- Биохимия чумного микроба (Pasteurella pestis) [Текст] / Е. М. Губарев, Н. Н. Ивановский. — Москва : Медгиз, 1958. — 114 с.; 21 см.